# Bomadi
Bomadi is een stad en een Local Government Area (LGA) in Nigeria in de staat Delta. De LGA had in 2006 een bevolking van 86.016 en in 2016 naar schatting een bevolking van 118.500, en dit op een oppervlakte van 944,8 km².
De stad ligt aan de rivier Forcados in de Nigerdelta.

## Religie
Bomadi is de zetel van een rooms-katholiek bisdom.